# 知多市立南粕谷小学校
知多市立南粕谷小学校（ちたしりみなみかすやしょうがっこう）は、愛知県知多市にある公立小学校。

## 概要
- 校区は南粕谷、南粕谷1-4丁目、南粕谷東坂1・2丁目、大興寺（里（一部））、神田4丁目、南粕谷新海1-4丁目、南粕谷本町1-5丁目であり、公立中学校の進学先は知多市立旭南中学校である[1][2]。
- 昭和40年代後半、この地区には新日本製鐵名古屋製鐵所の住宅団地が開発されたことにより住民が増加。住民の児童のために開校した小学校である。一時期は児童数が1200名以上のマンモス校であったが、校区の住民の高齢化もあり、2019年（令和元年）5月時点での児童数は217名である[3]。

## 沿革
- 1978年（昭和53年）4月 - 知多市立旭南小学校から分離し、知多市立南粕谷小学校として開校。
- 1979年（昭和54年） - 体育館が完成する。

## 交通アクセス
- 名鉄常滑線大野町駅下車、徒歩約25分。
- あいあいバス南部コース「南粕谷3丁目」バス停より徒歩約3分。

## 周辺施設
- 知多市立旭南中学校
- 知多市立旭南小学校
- 知多市立旭東小学校
- 常滑市立三和小学校
- 知多市立南粕谷保育園
- ヤマナカ粕谷台店